# António Filipe (homme politique)
António Filipe Gaião Rodrigues, né le 28 janvier 1963 à Lisbonne, est un juriste, professeur et homme politique portugais.
Membre du Parti communiste (PCP), il est député de 1987 à 2022, et depuis 2024.

## Biographie

### Études
Il est titulaire d'une licence en droit, d'un master en sciences politiques, citoyenneté et gouvernance et d'un doctorat en droit constitutionnel.

### Au sein du parti
Entre 1986 et 1995, il est membre du conseil d'administration de la Jeunesse communiste portugaise. Actuellement, il est membre du comité central du PCP.

### Députation
Il est député à l'Assemblée de la République pendant dix législatures, entre 1987 et 2022, ayant été élu pour la circonscription de Lisbonne lors des six premières législatures et pour la circonscription de Santarém lors des quatre dernières.  António Filipe retrouve son siège pour Lisbonne depuis 2024, et devient ainsi le doyen de la XVIe législature.
Il exerce trois fois sur une durée totale de quatorze années la vice-présidence de l’Assemblée de la République, lors des IXe, Xe, XIIe et XIVe législatures.

## Distinction
Il a reçu la mention de l'ordre du mérite civil du Royaume d'Espagne.